# Peter Scherhaufer
Peter Scherhaufer (31. července 1942 Bratislava – 29. června 1999 Brno) byl slovenský režisér a pedagog působící na Slovensku a v Česku. Byl jedním z předních režisérů brněnského divadla Husa na provázku.

## Mládí a studia
Peter Scherhaufer se narodil 31. července 1942 v Bratislavě jako nejstarší z pěti dětí. Jeho otec pracoval u železnice, matka byla švadlena a později pracovala jako zdravotnice. Peter Scherhaufer vystudoval gymnázium, poté navštěvoval brněnskou Vojenskou akademii Antonína Zápotockého (obor letecká konstrukce), ze které však po dvou letech odešel. V letech 1963–1968 vystudoval režii na Janáčkově akademii múzických umění v Brně. Na JAMU byli jeho hlavní pedagogové Evžen Sokolovský, Bořivoj Srba, Ludvík Kundera. Z pedagogů jeho následné směřování nejvíce ovlivnil právě Bořivoj Srba. Již během studií na JAMU Evžen Sokolovský nabídl Peterovi Scherhauferovi pozici asistenta režie v Satirickém divadle Večerní Brno. Zde Peter Scherhaufer uvedl svojí první režii.

## Satirické divadlo Večerní Brno
Petra Scherhaufera do Satirického divadla Večerní Brno pozval jeho pedagog Evžen Sokolovský. Poprvé zde ještě jako host režíroval hru Hanibal pred bránami od Petera Karvaše (1967). Přestože inscenace nebyla příliš úspěšná, Evžen Sokolovský nabídl Peterovi Scherhauferovi stálé angažmá. Peter nejdříve dělal asistenta E. Sokolovskému, další samostatnou režii však uvedl ještě v témže roce, inscenaci s názvem Oblak v kalhotách (1967). Šlo o kompilaci fragmentů díla Vladimíra Vladimiroviče Majakovského. Od té doby již Peter Scherhaufer režíroval ve Večerním Brně pravidelně (Například Romeo a Julie, Černošský Pán Bůh).
V uvolněné době šedesátých let režíroval inscenaci s názvem Procesy(í) (1968), která pracovala s tématem procesů v 50. letech. Po příjezdu vojsk Varšavské smlouvy inscenoval divadelní hru Jiřího Voskovce a Jana Wericha Kat a blázen (1968), čímž reagoval na politickou situaci, i díky tomu tato inscenace slavila obrovský úspěch u publika.
S přicházející normalizací se režie Petera Scherhaufera změnily, musel inscenovat politicky méně dráždivé kusy, navíc v této době dostal režijní dozor.
V roce 1970 odešel z divadla Večerní Brno, protože mu nebyla prodloužena smlouva.

## Divadlo Husa na provázku
Peter Scherhaufer byl jedním ze zakládajících členů divadla Husa na provázku, režíroval zde již v době, kdy bylo divadlo pouze amatérské a zároveň byl angažován v divadle Večerní Brno. Dvojí angažmá se stalo záminkou pro neprodloužení smlouvy v divadle Večerní Brno. Po zprofesionalizování v roce 1972 se divadlo Husa na provázku (již pod názvem Divadlo na provázku) stalo jeho domovskou scénou.
V Divadle na provázku se plně věnoval nepravidelné dramaturgii, text pro něj nebyl dominantním prvkem inscenace, ale pouze libretem, výrazně jej upravoval, používal postupy střihu a montáže. Používal výraznou hereckou stylizaci, prvky klauniády, postupy avantgardního divadla.
Mezi jeho nejúspěšnější režie v Divadle na provázku patřila například inscenace Commedia dell’arte (1974), kde, jak už je z názvu patrno, využíval prvky Commedie del’arte, podkladem k inscenaci byl pouze scénář, na jehož základě probíhala improvizace. Do hlavní role klauna obsadil Peter Scherhaufer Bolka Polívku.
Dalším velmi úspěšným počinem Peter Scherhaufera byl Shakespearovský cyklus Shakespearománie, jednalo se o tři inscenace s názvy: Veličenstvo blázni (1988), Lidé Hamleti (1990), Člověk Bouře (1992), šlo o úplně nové nastudování Shakespearova díla, kde byla i díky spojení děl v jeden cyklus odhalena nová témata.
V roce 1983 uvedl další výraznou inscenaci s názvem Labyrint světa a Lusthauz srdce, která navazovala na projekt Together-Společně, jenž zahrnoval další zahraniční soubory. Tato inscenace byla uvedena v prostoru, kde diváci obklopovali herce dolem dokola. Uprostřed hrací plochy byl z pláten vystavěn labyrint, který byl silně variabilní. Peter Scherhaufer pro tuto inscenaci studoval různé verze textů a z nich nakonec dal dohromady finální verzi.
Peter Scherhaufer působil v divadle Husa na Provázku až do roku 1999, kdy zemřel, jeho poslední inscenace nesla název Škola šašků.

## Divadelní projekty
Kromě výše zmíněných projektů, které zahrnovaly tvorbu jednoho souboru (například Shakespearománie) vytvářel Peter Scherhaufer také projekty přesahující jeden soubor, či jeden stát. Jednou z takových událostí byl například projekt Vesna národů (Wiosna Ludów) (1979), na kterém spolupracoval s vlastním souborem Divadla Husa na provázku a s polským divadlem Teatrum 77.
Projekt se opíral o události v roce 1948, což však mohlo být diváky spojováno s aktuální politickou situací. Inscenace byla uvedena v polské Lodži, Brně, Praze a Stockholmu. Bohužel byl tento projekt brzy zastaven z moci orgánů komunistické strany.
Další podobný, však daleko rozsáhlejší projekt nesl název Together-Společně. Přípravy na tomto projektu začaly v roce 1980 a trvaly do roku 1983, kdy byl projekt uveden. Na tomto projektu se podílelo Divadlo na provázku, Teatr 77 (Polsko), Cardiff Laboratory (Wales), Den Bla Hest (Kodaň). Každý ze souborů si vybral jednu část z Komenského díla a zpracoval ji podle svého stylu. Peter Scherhaufer potom celý projekt dával dohromady. Část, kterou uvádělo Divadlo na provázku, byla upravenou inscenací Labyrint světa a Lusthauz srdce, kterou toto divadlo uvedlo v roce 1983.
Projekt Cesty uvedený v roce 1984 již nebyl mezinárodní, podílely se na něm dva soubory z Prahy – Studio Ypsilon, Divadlo Na okraji a dva z Brna – Divadlo na provázku a HaDivadlo. Každý z těchto souborů nastudoval vlastní kus na téma Cesty a ty potom byly spojeny do inscenace jedné. Tento projekt byl uveden na domovských scénách těchto divadel.
Projekt Bocatius 98 byl open air projekt, který probíhal v roce 1998 a účastnilo se ho Východoslovenské divadlo a Dom production. Projekt probíhal na ulici, kde bylo šest stanovišť, pro jednotlivé výstupy a mnoho dalších zastávek s výtvarnými projekty. Všechna jednotlivá díla spojovala postava humanistického básníka Jána Bocatiuse.
Pod názvem Rozrazil bylo uvedeno několik inscenací, které byly uvedeny jako scénický časopis. Publicistické inscenace s využitím struktury tištěného časopisu komentovaly aktuální dění v daném roce, dvě z nich byly navíc uvedeny v přelomových letech 89-90, k nimž také hovořily. V rámci jedné z inscenací byla uvedena hra Zítra to spustíme od Václava Havla. Tradice těchto inscenací pokračovala i po smrti Petera Scherhaufera.

## Práce s ochotníky
Scherhaufer se po celou dobu svého působení věnoval také práci s ochotníky, ať režii pro ochotnická divadla, nebo vzdělávání samotných režisérů. Ochotnické divadlo obliboval díky možnosti uvádět texty, které by na velkých scénách neprošly cenzurou, nezatíženost zbytečnou byrokracií, ale i možností kooperovat s jinými uměleckými druhy. V roce 1972 secvičil s ochotnickým souborem Jána Chalúpky několik inscenací se souhrnným názvem Slovenská klasika ale inak a druhý cyklus s názvem Svetová klasika ale po Slovensky. Oba tyto cykly využívaly čítankové texty v originálním režijním výkladu.
S ochotníky v Martině secvičil hru s názvem Dva buchy a tři šuchy. První slovenskou hru uváděl třikrát v jednom večeru pokaždé v jiném žánru – doslovný výklad, komedie a němá groteska. S oběma těmito soubory spolupracoval pravidelně po celý svůj život.
V roce 1971 vytvořil program pro dálkové školení ochotnických režisérů. Sestavil team lektorů, kteří školili režiséry jak v divadelní historii a teorii, tak i praxi. Žáky si vybíral na základě doporučení a výběrových řízení s přihlédnutím k jejich režijním zkušenostem. Tento projekt měl celkem čtyři cykly v letech 1971–1974, 1975–1979, 1980–1985, 1986–1990.

## Pedagogická činnost
Kromě výuky amatérských režisérů Scherhaufer působil také jako vysokoškolský pedagog. Vyučoval historii a teorii divadla jak na Masarykově univerzitě v Brně, tak na Janáčkově akademii múzických umění, kde později zastával funkci proděkana a prorektora.
Věnoval se také publikační činnosti, vydal několik knih pojednávajících o režii. Čítanka z dejín divadelnej réžie I –III (1998–1999) mapuje tvorbu napříč jednotlivými historickými obdobími a zároveň schraňuje důležité teoretické texty. Druhou významnou Scherhauferovou knihou je Kalendárium dejín divadelnej réžie (1998), které je základním přehledem vývoje postavení režie od středověku po druhou polovinu dvacátého století.
Scherhaufer se věnoval také teorii školení režisérů, o které pojednává například ve své studii Režie jako studijní obor. 

## Divadelní režie
- 1965 – Josef Štefan Kubín: Strakatý máslo (JAMU, Brno)
- 1967 – Josef Vitrac: Viktor aneb dítka u moci (Jamu, Brno)
- 1967 – Peter Karvaš: Hanibal před branami (Satirické divadlo Večerní Brno, Brno)
- 1967 – Vladimír Majakovskij: Oblak v Kalhotách (Satirické divadlo Večerní Brno, Brno)
- 1967 – Jiří Robert Pick: Romeo a Julie (Satirické divadlo Večerní Brno, Brno)
- 1968 – Roark Bradford: Černošský Pán Bůh a páni Izralité (Satirické divadlo Večerní Brno, Brno)
- 1968 – Anton Pavlovič Čechov: Tři sestry (Sdružení Husa na provázku, Brno)
- 1968 – Honoré de Balzac: Umění platiti své dluhy a uspokojovati své věřitele, aniž by bylo třeba vyjmout jediný halíř z vlastní kapsy (Sdružení Husa na Provázku, Brno)
- 1968 – Vladimír Škutina: Procesy(í) (Satirické divadlo Večerní Brno, Brno)
- 1968 – Jiří Voskovec a Jan Werich: Kat a blázen (Satirické divadlo Večerní Brno, Brno)
- 1968 – Johann Nepomuk Nestroy: Svoboda v Kocourkově (Satirické divadlo Večerní Brno, Brno)
- 1969 – Arthur L. Kopit: Tatínku, ubohý tatínku, maminka tě pověsila v šatníku (Janáčkova Akademie múzických umění Brno, Studio Marta)
- 1969 – Josef Suchop: Můj rozkaz zní (Sdružení Husa na provázku, Brno)
- 1969 –  Georg Büchner: Leonce a Lena (Divadlo E.F.Buriana Praha, Praha)
- 1969 – Vladimír Fux – Augustin Kneifel: …alias Odyssea (Satirické divadlo Večerní Brno, Brno)
- 1969 – Miloš Pospíšil: Adalbertovo poslání aneb Z hlubin evropské kultury (Divadlo na provázku Brno, Brno)
- 1969 – Vladimír Fux, Leonard Walletzký: Alchymisté (Satirické divadlo Večerní Brno, Brno)
- 1970 – Alfonso Poso: Pletky otecka a mamičky (Divadlo Slovenského národného povstania Martin, Martin)
- 1970 – Jan Malík: Míček Flíček (Loutkové divadlo Radost,)
- 1970 – Ivan Vyskočil: Meziřeči (Divadlo na provázku Brno, Brno)
- Jiří (Juraj) Palkovič: Dva buchty a tři šuchy (Divadlo na provázku Brno, Brno)
- 1971 – Ladislav Smoček: Podivné odpoledne Dr. Zvonka Burkeho (Janáčkova akademie múzických umění Brno, Brno)
- 1971 – Friedrich Schiller: Parazit (Divadelní súbor při Dome kultúry ROH Závodov ťatého strojárstva Martin, Martinú
- 1971 – Robert Thomas: Clown Freddy (Divadlo Slovenského národného povstania Martin, Martin)
- 1971 – Valentin Katajev: Kvadratura kruhu (Divadlo na provázku, Brno)
- 1971 – Ariadna a Piotr Turvovci: Nezvyčajný vyslanec (Divadlo Slovenského národného povstania Martin, Martin)
- 1972 – Stefan Králik: Posledná překážka (Divadlo Slovenského národního povstania Martin, Martin)
- 1972 – István Örkény: Tótovci (Divadlo na provázku Brno, Brno)
- 1972 – Luigi Pirandeloo: Rajský život a Hlupák (Divadelní soubor Jána Chalupky při Dome kultúry v Brezne, Brezno)
- 1972 – 11 Dní křižníku Kníže Potěmkin Tauričevský (Divadlo na provázku Brno, Brno)
- 1972 – Johann Nepomuk Nestroy: Talisman (Západočeské divadlo Cheb, Cheb)
- 1972 – Pavel Cmíral: Sedm vlezlých detektivů (Krajský podnik pro film, koncerty a estrády Brno, Brno)
- 1973 – Alexandr Vampilo: 20 minut s andělem (Divadlo na provázku Brno, Brno)
- 1973 – Divadlo v pohybu I (Divadlo na provázku Brno, Brno)
- 1973 – Teatrum anatomicum (Divadlo na provázku Brno, Brno)
- 1973 – Karel Čapek, Alois Mikulka, Peter Scherhaufer: Kouzelný dům paní Růženky (Loutkové divadlo Radost,)
- 1973 – Jonáš Záborský: Najdúch (Divadelný soubor Jána Chalupky při Dome kultúry v Brezne, Brezno)
- 1974 – Commedia dell‘ arte (Divadlo na provázku Brno, Brno)
- 1974 – Gustáv Kazimmír Zechenter-Laskomerský: Komedie bez zalúbenia i so zalúbením alebo Slovenské pletky vícerých sletech (Divadelný súbor Jána Chalupky při Dome kultúry v Brezne, Brezno)
- 1974 – Nezvěstní (Divadlo na provázku Brno, Brno)
- 1974 – Emil Braginskij, Eldar Rjazanov: Kolegovia (Divadlo Slovenského národného povstania Martin, Martin)
- 1974 – Michail Bulgakov: Divadelní román (Divadlo na provázku Brno, Brno)
- 1975 – Jiří (Juraj) Palkovič: Dva Buchty a tři šuchy (Divadelní súbor při Dome kultúry ROH Závodov ťatého strojárstva Martin, Martin)
- 1975 – Jozef Ignác Bajza: René Mládenca príhody a skúsenosti (Divadelní súboj Nána Chalupku při Dome kultúry v Brezne, Brezno)
- 1975 – Leonid Andrejev: Červený Smích (Divadlo na provázku Brno, Brno)
- 1975 – István Örkény: Tótovci (Divadelný súbor při Dome kultúry ROH Závodov ťatého strojárstva Martin, Martin)
- 1976 – Valký vandr aneb Podivuhodní skutkové moravského zámečníka na Zlatém severu (Divadlo na provázku Brno, Brno)
- 1976 – Miloš Pospíšil: Stávka aneb Max Noa nabízí jen vám (Divadlo na provázku Brno, Brno)
- 1976 – Carlo Goldoni: Sluha dvou pánů (Janáčkova akademie múzických umění Brno, Brno)
- 1976 – Konstanty I. Galaczynski, Peter Scherhaufer: Zelená husa (Poštická dinárna Múza Brno, Brno)
- 1977 – Jules Verne: Cesta okolo světa za 77 dní (Detský divadelný súbor Lúč Martin)
- 1977 – Carlo Goldoni: Sluha dvou pánov (Divadelný súbor Jána Chalupku při Dome kultúry v Brezne)
- 1977 – Dario Fo: Misterio Buffo (Divadlo na provázku Brno)
- 1977 – Alexandr Mitta, Julij Dumskij, Valerij Frid: Sviť, sviť, má hvězdo (Divadlo na provázku Brno)
- 1978 – William Golding: Hra na ostrov (Detský divadelný súbor Lúč Martin)
- 1978 – Miguel de Cervantes. Don Quijote de la Mancha (Divadelný súbor Jána Chalupku při Dome kultúry v Brezne)
- 1978 – Bertold Brecht: Svatba (Divadlo na provázku Brno)
- 1978 – Pierre Carlet de Chamblain de Marivaux: Hra lásky a náhody (Krajové divadlo Nitra)
- 1978 – Naděje (Mezinárodný festival otvoreného divadla a umenia)
- 1978 – Fráňa Šrámek: Stríbrný vítr (Divadlo na provázku Brno)
- 1978 – Jan Drda: Hrátky s čertem (Státní konzervatoř Brno)
- 1978 – Progres 2, Oskar Man: Dialog s vesmírem (Krajský podnik pro film, koncerty a estrádu Brno)
- 1979 – Sergej Michalkov: Sviatok neposlušníkov (Detský divadelní súbor Lúč Martin)
- 1979 – Alexandr Dumas ml.: Dáma s kaméliemi ‚79 (Divadlo na provázku Brno)
- 1979 – Sergej Michaljevič Ezejštejn: Umění mizanscény (Státní konzervatoř Brno)
- 1979, 1980 – Vesna národů – Wiosna ludów (Divadlo na provázku Brno a Teatro 77 (Lodž))
- 1980 – Zdeněk Petrželka: Byl A.J. (Lucerna Praha)
- 1980 – Moliére – Miloš Pospíšil: Cirkus Dandin II. (Janáčkova akademie múzických umění Brno)
- 1980 – Alena Ambrová pas de deus (Divadlo na provázku Brno)
- 1980 – Peter Scherhaufer: Porekadlá (Osvetový ústav Bratislava)
- 1981 – Peter Scherhaufer: Neencyklopedický pokus o encyklopedické heslo MASKA (Jugendworkshop Scheersberg, Německo)
- 1981 – Alexandr Mitta: Sviť, sviť, má hvězdo (Lucerna Praha)
- 1981 – Fiodor Michaljovič Dostojevskij: Karamazovci (Divadlo na provázku Brno)
- 1981 – Bertold Brecht: Obchod s chlebem (Divadlo na provázku Brno)
- 1981 – Peter Scherhaufer – Miloš Pospíšil: Faustiáda (Divadlo pre deti a mládež Trnava)
- 1982 – Míša K Adamov: Skúška alebo zahraj (Detský divadelný súbor Lúč Martin)
- 1982 – Alena Ambrová: koncertino (Divadlo na provázku Brno)
- 1982 – Kurt Vonnegut jr.: Žehnej vám, pánbůh, pane Rosewaltere! (Divadlo na provázku Brno)
- 1982 – Divadlo v pohybu (Divadlo na provázku Brno)
- 1982 – Boris Hybner: Bluff (Divadlo na provázku Brno)
- 1982 – Boris Hybner: Concerto grosso aneb Dilema (Krajský podnik pro film, konverty a estrádu Brno)
- 1983 – Mišo Kováč Adamov: Čoje čerieslo, aký je jarmark (Detský divadelný súbor Lúč Martin)
- 1983 – Hra na indiány (Dětské studio divadla na provázku Brno)
- 1983 – Ludvík Kundera: Labyrint světa a Lusthaus srdce (Divadlo na provázku Brno)
- 1983 – Together – Společně (Mezinárodní divadelní inscenace)
- 1983 – Valentin Katajev: Kvadratura kruhu (Lucerna Praha)
- 1984 – Jan Weiss: Hra na bláznivý regiment (Detské studio Divadla na provázku Brno)
- 1984 – Karel Jaromír Erben: Kytica (Detský divadelní súbor Lúč Martin)
- 1984 – Chameleon aneb Josef Fouché (Divadlo na provázku Brno)
- 1984 – Jordan Radičkov: Lazariáda (Činohra Divadla Jonáša Záboranského Prešov)
- 1984 – Společný projekt na téma Cesty (Divadlo na provázku Brno)
- 1984 – Artur Schnitzler: U Zeleného papouška (Lucerna Praha a Anebdivadlo Praha)
- 1985 – Ondrej Šulaj: Epizoda 39-44 (Činohra státního divadla Brno)
- 1985 – Jiří Mahnen: Husa na provázku (Dětské studio Divadla na provázku Brno)
- 1985 – Peter Scherhaufer: Hrózne nehoráznosti (Detský divadelný súbor Lúč Martin)
- 1985 – František Halas: Staré ženy aneb Tacet (Divadlo na provázku Brno)
- 1985 – Projekt 1985 (Scénické čítanie zo súčasnej literatury národov Sovietského zväzu) (Divadlo na provázku Brno)
- 1985 – Progres 2 Organization: Změna (Krajský podnik pro film, konverty a estrádu Brno)
- 1986 – William shakespeare: Sen noci svatojánskej (Detský divadelní súbor Lúč Martin)
- 1986 – Augusto Boal, Peter Scherhaufer a kolektiv: Divadlo utláčaných (Banská Bystrica)
- 1986 – Balet makábr aneb Mohhage á B.B. (Divadlo na provázku Brno)
- 1986 – Woody Allen: Zahrej to znovu, Same! (Lucerna Praha)
- 1987 – Milan Uhde: Prodaný a prodaná (Divadlo na provázku Brno)
- 1987 – Jules Verne: Cesta okolo světa za 77 dní (Detský divadelný súbor Lúč Martin)
- 1987 – Ján Fakla: Entuziasti (Kremnické divadlo v podzemí)
- 1987 – Valentin Katajev: Kvadratura kruhu (Divadlo pracujících Gottwaldov)
- 1987 – Divadlo v pohybu III (Divadlo na provázku Brno)
- 1987 – Jevgenij Švarc: Drak (Lucerna Praha)
- 1987 – Alexandr Gelman: 3× Gelman (Divadlo na provázku Brno)
- 1987 – Ivan Vyskočil: Meziřeči (Kremnické divadlo v podzemí)
- 1987 – Ray Douglas Bradbury: Hra na nejoblíbenější knihu (Dětské studio Divadla na provázku Brno)
- 1987 – Peter Scherhaufer a kolektív: Schakespeare’s Theatro Mindu (Österreichischer Bundesverband Brixen)
- 1988 – Karel Steigerwald: Neapolská choroba (Lucerna Praha)
- 1988 – William Shakespeare: Veličenstvo Blázni – Shaekspearománie I (Divadlo na provázku Brno)
- 1988 – Mišo Kováč Adamov: Koníčkari a autičkári (Detský divadelný súbor Lúč Martin)
- 1988 – Mark Rozovskij: Koncert v… (Divadlo na provázku Brno)
- 1988 – Rozrazil 1/88 – O demokracii (Divadlo na provázku Brno)
- 1988 – Ivan Vyskočil: Revizorky (Divadlo Maléhry Brno)
- 1988 – Progres 2 – Pokrok: Otrava krve (Krajský podnik pro film, konverty a estrádu Brno
- 1988 – William Shakespeare, Peter Scherhaufer a kolektiv: Je celý spolek pohromadě…? (Svaz českých ochotníků Děčín)
- 1989 – Jean Genet: Služky (Lucerna Praha)
- 1989 – Peter Shaffer: Černá komedie (Janáčkova akademie múzických umění Brno, Studio marta)
- 1989 – Andrzej Strzelecki: Clowni (Kremnické divadlo v podzemí)
- 1989 – Antonie de Saint-Exupéry: Malý princ (Detský divadelný súbor Lúč Martin)
- 1989 – Mark Twain: Tom a Huck (Dětské studio Divadla na provázku Brno)
- 1989 – Mir Caravane – Karavana Mir (Mezinárodní projekt)
- 1989 – Rozrazil 2/89 – Občanské fórum (Divadlo na provázku Brno)
- 1989 – Ivan Vyskočil, Peter Scherhaufer: Sestřičky – Bráškové (Divadlo Maléhry Brno)
- 1990 – Kolektiv Kremnického divadla v podzemí: Predbežná inventura /revolúcie/ (Kremnické divadlo v podzemí)
- 1990 – Václav Havel: Zahradní slavnost (Divadlo Husa na provázku Brno)
- 1990 – Jan Kopecký: Hra o umučení a slávnom vzkriesení Pána a spasitela nášho Ježiša Krista (Činohra Štátného divadla Košice)
- 1990 – Všichni za jeden provázek 3 (Divadlo Husa na provázku Brno)
- 1990 – Václav Havel: Asanace (Činohra Státního divadla Brno)
- 1990 – Václav Havel: Zítra to spustíme (Divadlo Husa na provázku a HaDivadlo, Praha)
- 1990 – Ivan Kopal: Bosorák (Divadlo Úsmev Bratislava)
- 1990 – William Shakespeare: Lidé Hamleti (Divadlo Husa na provázku Brno)
- 1990 – Peter Hacks, Peter Scherhaufer: Jarmark ve Voloprtech (Nepojízdná housenka, Brno)
- 1990 – Slawomir Mrozek: Tango (Krajský podnik pro film, koncerty a estrádu Brno)
- 1991 – Pavel Landovský: Supermanka (Činohra Zemského divadla Brno)
- 1991 – „Kemu ce treba ‘91“ I. – Súpis dravcov (Činohra Divadla Jonáša Záborského Prešov)
- 1991 – Boleslav Polívka: Am a EA (Divadlo úsmev Bratislava)
- 1991 – „Kemu ce treba ‘91“ II. (Činohra Divadla Jonáša Záborského Prešov)
- 1991 – Raymond Queneau: Cvičení stylu (Divadlo Husa na provázku Brno)
- 1991 – „Kemu ce treba ‘91“ III. – Stratený ráj? (Činohra Divadla Jonáša Záborského Prešov)
- 1991 – Cesta do Delf I. – Evropa, Evropa! (Mezinárodný kulturný s divadelný projekt)
- 1991 – „Kemu ce treba ‘91“ IV. – Prešovské jatky (Činohra Divadla Jonáša Záborského Prešov)
- 1991 – „Kemu ce treba ‘91“ V. – Čierny vlas (Činohra Divadla Jonáša Záborského Prešov)
- 1991 – Josef Berg, Ludvík Kundera: Faustissimo (Divadlo Husa na provázku Brno)
- 1991 – „Kemu ce treba ‘91“ VI. – Lubojsc, bože, lubojsc, jaka ty presiadka, alebo Nichto ňema také gamby (Činohra Divadla Jonáša Záborského Prešov)
- 1991 – „Kemu ce treba ‘91“ VII. – Nad stred Ameriki karčma murovana (Činohra Divadla Jonáša Záborského Prešov)
- 1992 – Otevření dveří domu pánů z Fanalu (Divadlo Husa na provázku Brno)
- 1992 – Valentin Krasnogorov: Pelikáni v pustině aneb Intolerance (Janáčkova akademie múzických umění Brno)
- 1992 – Maurice Maeterlinck: Modrý pták (Činohra Zemského divadla Brno)
- 1992 – Oleg Juriev: Malý pogrom v nádražním bufetu (Divadlo Husa na provázku Brno)
- 1992 – Ctibor Turba: Strach má velké oči (Loutkové divadlo Radost)
- 1992 – (na motívy) Hansa Christiana Andersena: Sněhová královna (Divadlo Maléhry Brno)
- 1992 – Valentin Krasnogorov: Pelikání v pustine (Divadlo Úsmev Bratislava)
- 1992 – William Shakespeare: Člověk Bouře (Divadlo Husa na provázku Brno)
- 1992 – Pohádky z Fanalu (Divadlo Husa na provázku Brno)
- 1993 – Markíz de Sade: Justýna aneb Maléry ctnosti (Divadlo Husa na provázku Brno)
- 1993 – Mirko Stieber: Svatební noc (Mahenovo divadlo Brno)
- 1993 – Boris Hybner: Bluff (Divadelní fakulta, Janáčkova akademie múzických umění, Studio Marta)
- 1993 – (na motívy) Jany Knitlové: Neviditelný spratek aneb Komidrama ženy, navlékající kouř, sex a prachy stejně jako korálky (Divadlo Maléhry Brno)
- 1993 – Central Europe in Central Appalachia (Divadelní projekt USA)
- 1993 – Posledních 24 hodin (Súbor Divadla Husa na provázku Brno a jeho hostia)
- 1993 – Cesta do Delf II. (Mezinárodní divadelní projekt)
- 1993 – Divadlo v pohybu (IV) Brno ’93 (Divadelní projekt, Berlín)
- 1993 – Bertold Brecht: Maloměšťákova svatba (Theatre Tribune Stuttgart)
- 1994 – Jan Novák: Aljaška (Divadlo Husa na provázku Brno)
- 1994 – Atlantis: Atlantis Insanity (Rock Groep Aarhus Dánsko)
- 1994 – Boleslav Polívka: Am a Ea (Divadlo Úsmev Bratislava)
- 1994 – Velký vandr aneb Podivuhodní skutkové moravského zámečníka na Zlatém severu (Divadlo Husa na provázku Brno)
- 1994 – Omyly slečny smrti (Divadlo Husa na provázku Brno)
- 1994 – Ježibaby, strašidla a myši (Divadlo Maléhry Brno)
- 1995 – Martin Kolář: U mě doma (a jiné ptákoviny) (Janáčkova akademie múzických umění Brno, Studio Marta
- 1995 – Pascal Vrebas: Pirueta (Divadlo Maléhry Brno)
- 1995 – Bertold Brecht: Turandot aneb Kongres překrucovačů (Divadelní fakulta Janáčkova akademie múzických umění Brno, studio Marta)
- 1995 – Luboš Balák: Fanouš a prostitutka (Janáčkova akademie múzických umění Brno, studio Marta)
- 1995 – Ivo Medek, Alois Piňos, Miloš Štědroň: Věc Cage aneb Anály avantgardy dokořán (Mezinároidní hudební festival Brno)
- 1995 – Gilbert Keith Chersteton: Létající hospoda (Janáčkova akademie múzických umění Brno, Studio Marta)
- 1995 – Karl Valentin: Je to všechno v Alotrii aneb Tingl – tangl (Divadlo Husa na provázku Brno)
- 1995 – Roger Vitrac: Viktor aneb Dítka u moci (Janáčkova akademie múzických umění Brno, Studio Marta)
- 1996 – Martin Čičvák: Dom, kde sa to robí dobře (Janáčkova akademie múzických umění Brno, Studio Marta)
- 1996 – Roman Sikora: Sodomagomora (Janáčkova akademie múzických umění Brno, Studio Marta)
- 1996 – Robinson Jeffers: Pastýřka putující k dubu (Janáčkova akademie múzických umění Brno, Studio Marta)
- 1996 – Benjamin Bradford: Zkouška (Janáčkova akademie múzických umění Brno, Studio Marta)
- 1996 – Thomas Bernard: Vyvolení aneb Velikáni (Janáčkova akademie múzických umění Brno, Studio Marta)
- 1996 – Pascal Vrebas: Pirueta (Divadlo Úsmev Bratislava)
- 1996 – Bratria Čapkovci: Zo života hmyzu (Divadlo Úsmev Bratislava)
- 1996 – Martin Čičvák: Dom, kde sa to robí dobře (Východolovenské štátne divadlo Košice)
- 1996 – Roman Sikora: Tank (Východoslovenské štátné divadlo Košice)
- 1996 – Peter Turrini: Lov na krysy (Východoslovenské štátné divadlo Košice)
- 1996 – Michal Hatina, Milena Hurajová, Peter Scherhaufer, Alžběta Verešpejová: Kde leží naša bieda (Činohra Východoslovenského štátného divadla Košice)
- 1996 – Karol Horák: Svedectvo krví (v Košiciach) (Študentské divadlo při Filozofickej fakulte Univerzity Pavla Jozefa Šafárika Prešov)
- 1996 – Stanislaw Ignacy Witkiewicz: Maka (Janáčkova akademie múzických umění Brno, Studio Marta)
- 1997 – 4 Kroky Stranou (Janáčkova akademie múzických umění Brno, Studio Marta)
- 1997 – Karol Horák: Stieseň autora alebo Dodator k Svedectvu krvi (v Košiciach) (Študentské divadlo při Filozofickej fakulte Univerzity Pavla Jozefa Šafárika Prešov)
- 1997 – Ivo Medek, Alois Piňos, Miloš Štědroň: Anály předchůdců avantgardy aneb Setkání slovanských velikánů (Mezinárodní hudební festival Brno)
- 1998 – Sto panen z Jamu zachraňuje Brno před zlým drakem (Pouliční projekt)
- 1998 – Repete po třiceti letech (Divadlo Husa na provázku Brno)
- 1998 – Bertold Brecht: Svatba (Divadlo Husa na provázku Brno)
- 1998 – Divadlo v pohybu (V) (Divadlo Husa na provázku Brno)
- 1998 – Rudolf Schuster: Bocatius ‘98n (Východoslovenské divadlo Košice)
- 1998 – Vladimír Mináč: Dúchanie do pahrieb (Národné divadelnie centrum Bratislava, Trnavské divadlo, Agentúra Dom produstion, Skalica)
- 1999 – Pascal Vrebas: Díra aneb Dobrý den, pane Formane (Divadlo Maléhry Brno)
- 1999 – Michel de Ghelderode: Škola šašků (Divadlo Husa na provázku Brno)
- 1999 – Commedia dell’Arte (Pouliční projekt na šproch pódiách)
- 1999 – Geometria mrtvých bodov (Divadlo/Škola LUDUS Bratislava)